# Дивна Љубојевић
Дивна Љубојевић (Београд, 7. април 1970) српски је диригент, композитор и интерпретатор православне духовне музике Србије, Византије, Русије и Бугарске, оснивач, диригент и уметнички руководилац хора и студија за духовну музику „Мелоди”.

## Биографија
Дивна Љубојевић је рођена у Београду, 7. априла 1970. године, на празник Благовести.
Црквено појање учила је још као дете. Од малих ногу пева, а од десете године учи појање у певници манастира Ваведење у Београду, од игуманије Агније (Дмитровић) и монахиња које брижљиво негују јединствени стил заснован на карловачком појању у редакцији Ненада Барачког и традиционалном руском појању. Музичко образовање стекла је у Музичкој школи „Мокрањац“ у Београду и на Музичкој академији у Новом Саду. Претходно, на Музичкој академији у Београду није примљена. Као унука Тихомира Љубојевића, којег су убили комунисти, ту није била пожељна. Због тога уписује Музичку академију у Новом Саду, где је била прва на листи. Остала је упамћена као најмлађи диригент једног од најстаријих хорова – Првог београдског певачког друштва, који је водила још пре званичног музичког образовања, од 1989-1991. године. Од 1991. године оснива Хор и студио за духовну музику „Мелоди“ са којим наступа и проноси српску духовну музику широм света а недељом и празницима пева на Светим Литургијама у манастиру Ваведење Пресвете Богородице у Београду. Једна од занимљивости је да је 11. јула 2004. године на инаугурацији председника Србије, Бориса Тадића, отпевала химну Србије, „Боже правде“. Учествовала је у стварању прве холограмске опере Telesio 2011. године, а за филм "HUMAN" (Yann Arthus-Bertrand) интерпретирала је Вивалдијев "Јерусалим" у обради композитора Армана Амара.

## Уметничко стваралаштво
Дириговањем се бави од 1988. године, најпре у певачком друштву „Мокрањац“, са којим је имала концерте у земљи и иностранству. Дириговала је а здруженим београдским хоровима (око 800 певача) приликом прве Васкршње Литургије под куполом Храма Светог Саве на Врачару. Током 1989—1991. године диригује „Првим београдским певачким друштвом“, као најмлађи диригент у историји најстаријег певачког друштва. Са овим ансамблом остварила је значајне концерте у земљи и иностранству. Хор и студио за духовну музику "Мелоди" оснива 1991. са благословом игуманије манастира Ваведење у Београду, мати Агније (Дмитровић). Године 1997, по благослову епископа западноевропског Луке, основала је хор при цркви Св. Саве у Паризу, са којим је осим недељних и празничних Литургија имала и концерте у Бриселу, Сенлису и Паризу. У неколико наврата држала је семинаре црквеног и хорског појања у иностранству. Одржала је више солистичких концерата у иностранству уз пратњу студијског ансамбла Хора и студија за духовну музику „Мелоди“ из Београда, чији је оснивач и диригент од 1991. године Дивна је заједно са другим уметницима члан музичког састава „Ступови“ који је основан 2003. године у оквиру акције „Обновимо себе - подигнимо Ступове“, која је укључила издавање музичког диска „Крст на врху Србије - Како је дивно, Господе, кад храм васкрсава“ и одржавање бројних донаторских концерата за обнову манастира Ђурђеви Ступови код Раса, од којих је најпознатији био онај одржан у Центру Сава у Београду, на Васкрс 2003. године
Бавила се и педагошким радом (солфеђо, хор) који је потврђен са више првих награда на такмичењима. У јулу 1998. године предавала је певање и хор на Academie Musicale d'Eté у Амију (Француска). Од световне музике, урадила је два препева старих песама: Од када тебе волим (Момчило Бајагић Бајага) и Сиђи до реке (Милан Делчић Делча).
Одржала је неколико мастер течајева.
Једни од најуспешнијих музичких остварења су Дивнини аранжмани Оченаша и литургијске песме Достојно јест, које је компоновао руски композитор Николај Кедров.

## Приватни живот
Удата је и има сина Константина.

## Награде и признања
Орденом «Верность и Вера» II степени награждены:
- Астахов Павел Алексеевич — уполномоченный при президенте Российской Федерации по правам ребёнка;
- Хворостовский Дмитрий Александрович — советский, российский, британский оперный певец (баритон);
- Кравченко Николай Васильевич, начальник Омского кадетского корпуса, Герой Советского Союза (Россия, Омск);
- Коваленя Александр Александрович, Академик-секретарь Национальной академии наук Белоруссии, профессор;
- Дивна Лю́боевич, сербская исполнительница православной духовной музыки, основатель, регент, солистка и руководитель хора «Мело́ди» (2014);
- Рошаль Леонид Михайлович — директор НИИ неотложной детской хирургии и травматологии, президент Национальной медицинской Палаты (2014);
- Будина Ольга Александровна — российская актриса и общественный деятель(2014);
- Цыганова Виктория Юрьевна (сценическое имя: Вика Цыганова) — певица, композитор и общественный деятель (2014)

Award of the “Pocaevski Icon of the Mother of God” (Ukraine 2010) - Орден Почаевской иконы Божией Матери
- Award for Classical Music from “Le Mond de la Musique” for her European edition “Lumières du Chant Byzantin” (France 2006)
- L’Orphée d’Or by the Académie du Disque Lyrique for her European edition “Divna, l’ÂME du Chant Orthodoxe” (France 2014)
- Златна значка Културно-просветне заједнице Србије за 2019. годину, за трајни допринос култури

## Дискографија
- домаћа издања
  - „Аксион естин“, Манастир Ваведење Пресвете Богородице, Београд, 1996. године
  - „Достојно јест“, Манастир Ваведење Пресвете Богородице, Београд, 1999. године
  - „Живоносни источник“, Манастир Ваведење Пресвете Богородице, Београд, 2000. године
  - „Мелоди“, Православна духовна музика, Манастир Ваведење Пресвете Богородице, Београд, 2001. године
  - „Славословије“, Манастир Ваведење Пресвете Богородице, Београд, 2002. године
  - „Божанствена Литургија Св. Јована Златоустог“, Манастир Ваведење Пресвете Богородице, Београд, 2004. године
  - „Концерти“, Манастир Ваведење Пресвете Богородице, Београд, 2006. године
  - „Христос Воскресе“ - ЦД и књига, Манастир Ваведење Пресвете Богородице и Хор и студио за духовну музику „Мелоди“, Београд, 2007.
  - „Христос се роди“ - ЦД и књига, Манастир Ваведење Пресвете Богородице и Хор и студио за духовну музику „Мелоди“, Београд, 2008.
  - „ОГЛЕДАЛО/ The Mirror“ - видео записи, Хор и студио за духовну музику „Мелоди“, Манастир Ваведење Пресвете Богородице, Београд, 2008.
  - „Антологија најлепше духовне музике православног истока“, ПГП РТС, Београд, 2016. године[8]

Албум „Антологија најлепше духовне музике православног истока” добио је награду за најпродаванији албум у 2016. години у издању ПГП РТС.
- „Нека васкрсне Бог / Let God Arise", самостално издање, Београд, 2020.
- „Сва земљо радуј се / Rejoice All Ye Land", самостално издање, Београд, 2020.
- „In Search of Divine Light“, самостално издање, Београд, 2021.
- страна издања - ФРАНЦУСКА
  - „Divna Мysteres Byzantins“, Editions JADE - Milan Music - Warner Music International, Париз/Paris, 2004.
  - „La Divine Liturgie de Saint Jean Chrysostome“, Editions JADE - Milan Music - Warner Music International, Париз/Paris, 2004.
  - „Divna en concert“,Théâtre des Abbesses, Paris, Editions JADE - Milan Music - Warner Music International, Париз/Paris, 2004.
  - „La Gloire de Byzance“, Editions JADE - Milan Music - Warner Music International, Париз/Paris, 2005.
  - „Lumieres du Chant Byzantin“, Editions JADE - Milan Music - Warner Music International, Париз/Paris, 2007.
  - „L'ame Du Chant Orthodoxe/The Soul of Orthodox Chant“, Editions JADE - Milan Music - Warner Music International, Париз/Paris, 2010.
  - „Collector“, Editions JADE - Milan Music - Warner Music International, Париз/Paris, 2014.
- страна издања - САД
  - „In Search of Divine Light“, Valley Entertainment, USA, 2014.
- страна издања - БЕЛОРУСИЈА
  - Христос Воскресе! - православные песнопения, Дивна Любоевич & Мелоди, Свято-Елисаветинский монастыръ в.г. Минске, 2008
  - Христос Родился! - православные песнопения, Дивна Любоевич & Мелоди, Свято-Елисаветинский монастыръ в.г. Минске, 2008
  - Концерты - православные песнопения, Дивна Любоевич & Мелоди, Свято-Елисаветинский монастыръ в.г. Минске, 2008
  - Мелоди - православная духовная музыка, Дивна Любоевич & Мелоди, Свято-Елисаветинский монастыръ в.г. Минске, 2008
  - Золотой голос- Православные песнопения Сербии, Дивна Любоевич & Мелоди, Свято-Елисаветинский монастыръ в.г. Минске, 2012
- страна издања - УКРАЈИНА
  - Живодайне Джерело - Дивна, Українська Православна Церква, 2010.

КОМПИЛАЦИЈЕ
- Lycourgos Angelopoulos* Et Le Chœur Byzantin De Grèce* - Divna* Et Le Chœur Melodi* - La Gloire De Byzance ‎(CD, Comp), 2009.
- Немањићи, Рађање краљевине, оригинална музика за ТВ серију, ПГП РТС 2019.

## Концерти и наступи
Са сваким хором чији је члан или диригент била, Дивна је остварила бројне концерте у земљи и иностранству.
- Током 1990—1991. године први наступ „Првог београдског певачког друштва“ на „Мокрањчевим данима“ у Неготину; концерти у Грчкој, на фестивалима духовне музике у Делфима, Кардици и на Кефалонији.
- Током 1997—1998. године концерти у Француској и Белгији са хором при цркви Св. Саве у Паризу.
- Са хором „Мелоди“ је одржала преко 700 концерата широм земље и иностранства и освојила бројне награде као што је награда „Војислав Илић“ на фестивалу, Хорови међу фрескама“ у Београду 2000. године

## Концерти са хором „Мелоди“
2024.
- Србија
  - 24.01.2024 - Смедерево, Центар за културу
  - 26. 01. 2024 - Златибор, Културни центар
  - 02.11.2024. - Крагујевац, Саборна црква, Концертни циклус "Источник"
  - 21.12.2024. - Београд, Задужбина Илије М. Коларца, велика сала, Концертни циклус "Источник"[10]
- Русија
  - 14/15.04. 2024. Санкт Петербург, Петроградска филхармонија / St. Peterburg Philharmonic Hall/ Санкт-Петербургская филармония им. Д.Д.Шостаковича
  - 20.10.2024. - Москва, Велика дворана Црквених Сабора Храма Христа Спаситеља/ Зал Церковных Соборов Храма Христа Спасителя, Москва

2023.
- Србија
  - 30. 07.2023. - Aриље, порта Цркве св. Ахилија, Концертни циклус иклус Србија у нама
  - 28. 08. 2023. - Инђија, Црква св. Константина и Јелене, Концертни циклус иклус Србија у нама
  - 21. 09. 2023. -Зајечар,  Народно позориште Тимочке крајине, Концертни циклус иклус Србија у нама
  - 2. 11. 2023. - Крагујевац, Прва крагујевачка гимназија, Концертни циклус иклус Србија у нама
- Русија
  - 22/23. 04. 2023. -  Санкт Петербург, Петроградска филхармонија / St. Peterburg Philharmonic Hall/ Санкт-Петербургская филармония им. Д.Д.Шостаковича
  - 6/7. 05. 2023. - Москва, Велика дворана Црквених Сабора Храма Христа Спаситеља/  Зал Церковных Соборов Храма Христа Спасителя, Москва
  - 30.11.2023. - Москва, Велика дворана Црквених Сабора Храма Христа Спаситеља/ Зал Церковных Соборов Храма Христа Спасителя, Москва
- Чешка
  - 25.06.2023. - Острава, Црква Св. Вацлава
- Румунија
  - 8.09. 2023. - Јаши, Национални театар "Васил Александри"
- Хрватска
  - 14.10.2023 - Вуковар, Српски дом, Песма Херувима

2022.
- Србија
  - 03.06.2022.- Горњи Милановац, Велика сала Културног центра, Дани кнегиње Љубице 2022.
  - 26.06.2022. - Љубић, порта Храма Светог кнеза Лазара, Видовдански дани Љубића 2022.
  - 24.11. 2022 - БЕОГРАД, Задужбина Илије М. Коларца, Песма Херувима, 30 година уметничког стварања
  - 15.12.2022.  - Нови Сад, Синагога, Песма Херувима
- Мађарска
  - 09.07.2022. - Катедрала Светог Иштвана, IV Фестивал псалма

2020.
Онлајн концерти:
- Немачка
  - Оснабрик / Osnabrück, Morgenland festival - Концерт Нека васкрсне Бог /Let God Arise[11]
- Србија
  - Ариље - Арлемм Арт Фест, летња сцена испред Цркве светог Ахилија концерт - ДИВНА и Мелóди,

2019.
- Србија
  - 08.03.2019. – Зубин Поток, - Дом културе Стари Колашин, Концерт поводом обележавања годишњице НАТО бомбардовања[12]
  - 20.07.2019. – Ужице – Градски културни центар, Целовечерњи концерт[13]
  - 21.07.2019. – Ариље - Арлемм Арт Фест, летња сцена испред Цркве светог Ахилија,[14] концерт - ДИВНА и Мелóди, концерт - полазнициСтудија за духовну музику – Дивна Љубојевић
  - 30.08.2019. – Аранђеловац – Отворена сцена, Парк Буковичке бање, "Мермер и звуци "- Целовечерњи концерт
  - 14.12.2019. – Нови Сад, Новосадска синагога, Концертни циклус - Витлејемска звезда
  - 21.12.2019. – Београд, Задужбина Илије М. Коларца, Концертни циклус - Витлејемска звезда[15]
- Црна Гора
  - 24.08.2021. - Будва, Концерт на тргу, Пети књижевни фестивал Ћирилицом
- Либан
  - 18.04.2019. Бејрут, Byzantine concert in Lebanon - International concert joining Orthodox chanters from Lebanon, Serbia, South Africa, Korea, Argentina, Greece, and Romania (SEM Lebanon)[16]
- Република Српска
  - 08.06.2019. - Бања Лука – Бански двор - Целовечерњи концерт[17][18]
- Русија
  - 26-31.07.2019. - Острво Валаам, Свято-Владимирский Валаамский фестиваль православного пения “Просветитель”
  - 07.12.2019. - Москва, Зал Церковных Соборов Храма Христа Спасителя, Москва

2018.
- Србија
  - 13.01.2018. – Нови Сад, – Велика сала НИС-а - Новогодишњи концерт - Дочек 7526[19]
  - 15.04.2018. – Београд, Задужбина Илије М. Коларца, Концертни циклус „Златна нит“
  - 21.07.2018. – Ариље - Арлемм Арт Фест, летња сцена испред Цркве светог Ахилија - концерт[20] - Дивна и Мелóди концерт - полазници Студија за духовну музику – Дивна Љубојевић
  - 23.08.2018. - Ивањица- Велика сала Установе дома културе, концерт поводом јубилеја града Ивањице - обележавања 180 година ивањичке цркве
  - 25.08.2018. - Призрен, Атријум Цркве Светог спаса, Фестивал Медимус[21]
  - 01.09.2018. – Нови Кнежевац, Храм светог Архангела Гаврила у Обилићеву, 14. фестивал камерне музике "Тисин цвет[22]",концерт In Memoriam на проф. Александра С. Вујића
  - 28.09.2018. – Нови Сад, Новосадска синагога, Концертни циклус – Златна нит[23]
- Русија
  - 11.04.2018. - – Санкт Петербург, Петроградска филхармонија / St. Peterburg Philharmonic Hall
  - 29.04.2018. - Москва, Санино
  - 15.12.2018. – Москва, Зал Церковных Соборов Храма Христа Спасителя, Москва
- Холандија
  - 01.12.2018. Хаг, Nuewe Kerk in Den Haag

2017.
- Србија
- 20.04.2017. – Београд, Центар „Сава“, Васкршњи концерт – „Слово љубави у Богородичином граду“[24]
- 23.07.2017. - Ариље – "Арлемм Арт Фест", летња сцена испред Цркве светог Ахилија, концерт - ДИВНА и Мелóди, концерт – полазници Студија за духовну музику – Дивна Љубојевић
- 24.08.2017 – Деспотовац, Трг деспота Стефана Лазаревића, Дани српског духовног преображења[25]
- Република Српска 26.01.2017. - Приједор, Позориште Приједор[26], Концерт у оквиру Светосавске академије[27]
- Русија
- 21.01.2018. – Санкт Петербург, ”Крещенские вечера”, Октябрьский Зал
- 26.04.2017. – Москва, Зал Церковных Соборов Храма Христа Спасителя
- 28-30.07.2017. - Острво Валаам, III Свято-Владимирский Валаамский фестиваль православного пения “Просветитель”
- 17.11.2017. - Москва, Зал Церковных Соборов Храма Христа Спасителя, Москва
- Француска
- 05.04.2017. Руан, La Chapelle Corneille in Rouenа
- Италија
- 02.07.2017. – Сполето, "Genesi & Apocalisse" - Teatro Caio Melisso Spoleto[28]
- Пољска
- 19.08.2017. – Краков, Dominican Church Extraordinary Music Festival
- Мађарска
- 11.12.2017. – Печуј, Катедрала о Печују

2016.
- Република Српска
  - 04.02.2016. - Мркоњић Град, Градско позориште
- Србија
  - 21.04.2016. Београд, Центар „Сава“, Васкршњи концерт „Београд у сусрет Васкрсу“[29]
  - 23.04.2016. – Нови Сад, Новосадска синагога, Концертни циклус „Свима и за све“
  - 21.05.2016. - Крушевац, Крушевачко позориште, Концертни циклус „Свима и за све“
  - 28.05.2016. – Ниш, Народно позориште, Концертни циклус „Свима и за све“
  - 29.05.2016. – Крагујевац, Књажевско-српски театар, Концертни циклус ”Свима и за све”
  - 31.07.2017. - Ариље – „ Арлемм Арт Фест“, летња сцена испред Цркве светог Ахилија, концерт - ДИВНА и Мелóди, концерт – полазници Студија за духовну музику – Дивна Љубојевић
  - 05.08.2016. - Књажевац, Србија, „55. Фестивал културе младих Србије“, Концертни циклус ”Свима и за све”
  - 28.08.2016. - Пирот, „Пиротско лето“, Концертни циклус ”Свима и за све”
- Русија
  - 23.01.2016. - Санкт Петербург, ”Крещенские вечера”, Октябрьский Зал
    - 30.11.2016. – Јекатеринбург, Концертны зал ДК Железнодорожников

  - 02.12.2016. – Москва, Зал Церковных Соборов Храма Христа Спасителя
- Украјина
  - 18.06.2016. – Чигирин, Vira Fest
- Швајцарска
  - 07.12.2016 – Цирих, 80. година православне цркве у Цириху

2015.
- Србија
  - 23.07.2015. - Ариље–„Арлемм Арт Фест“- летња сцена испред Цркве светог Ахилија, концерт - ДИВНА и Мелóди, концерт – полазници Студија за духовну музику – Дивна Љубојевић
- Северна Македонија
  - 27.01.2015. – Скопље, Светосавска академија, МНТ - Македонско народно позориште /Македонски народен театар)
  - 17.12.2015. – Штип, Црква Светог Николе
- Русија
  - 17.01.2015. - Санкт Петербург, ”Крещенские вечера”, Октябрьский Зал
  - 04.05.2015. – Тула, Всехсвятский Кафедральный собор
  - 05.05.2015. – Москва, Храм святителя Николая Мирликийского на Трех горах
  - 06.05.2015. - Москва, Концертный зал им. П.И.Чайковского
  - 26-28.07.2015. - Острво Валаам, Международный фестиваль «Академия православной музыки»
  - 19.08.2015. – Јарослављ, Јарославска државна филхармонија /Ярославская государственная филармония
- Белорусија
  - 01.05.2015. – Минск, Концертни зал Минск
  - 02.05.2015. – Минск, Манастир Свете Јелисавете - фестивал ”Державный глас”

2014.
- Србија
  - 03.08.2014. – Ариље–„Арлемм Арт Фест“- Соколски дом, Ариље, концерт - ДИВНА и Мелóди, концерт – полазници Студија за духовну музику Дивне Љубојевић
  - 30.10.2014.– Ужице, Црква св. Ђорђа
- Русија
  - 16.01.2014. – Калињинград, Концертно-театральный комплекс 'Дом искусств'
  - 17.01.2014. – Санкт Петербург, ”Крещенские вечера”, Октябрьский Зал
  - 19.06.2014. – Москва, Саборни храм Христа Спаситеља /Зал Церковных Соборов Храма Христа Спасителя, Москва
- Белорусија
  - 14 и 15.01.2014. – Минск, Концертни зал Минск
- Норвешка
  - 4 и 5.07.2014. – Ферде /Førde, The Førde Traditional and World Music Festival
- Естонија
  - 09.10.2014. – Tалин, Црква Светог Николе / Церковь Святого Николая

2013.
- Србија
  - 27.01.2013. – Велика Плана, Светосавска академија
  - 25.04.2013. – Београд, Центар „Сава“, Васкршњи концерт „Востани. Време је“
  - 27.06.2013. – Ниш, „Music Edict festival“
  - 26.07.2013. – Ариље–„Арлемм Арт Фест“ Архивирано на веб-сајту  (31. јул 2020)- летња сцена испред Цркве светог Ахилија
  - 13.09.2013. – Мећавник, „1. Бољшој фестивал“
  - 15.09.2013. –Неготин, „48. Мокрањчеви дани“
  - 22.09.2013. – Нови Кнежевац, Фестивал „Тисин цвет“
  - 23.11.2013. – Мокрин, Храм св. Архангела Михаила
- Русија
  - 19 и 20.01.2013. – Санкт Петербург, ”Крещенские вечера”, Октябрьский Зал
  - 21.01.2013. – Калињинград, Концертно-театральный комплекс 'Дом искусств'
  - 10 и 11.05.2013. – Санкт Петербург, Петроградска филхармонија / St. Peterburg Philharmonic Hall
  - 13.05.2013. – Александрово, Александровски музеј - Успењска црква
  - 14.05.2013. – Москва, Храм Григорија Неокесаријског
  - 15.05.2013. – Москва, Московска филхармонија, Концертный зал им. П.И.Чайковского
  - 9-12.07.2013. Острво Валаам, Международный фестиваль «Академия православной музыки»
- Француска
  - 12.01.2013 – Кале/ Calais, Le Théâtre de Calais
- Шпанија
  - 28.03.2013. – Сантјаго (Santiago de Compostela), Cathedral of Santiago de Compostela
- Румунија
  - 28.04.2013. Букурешт, Sala Radio
- Швајцарска
- 16.06.2013. Женева, Бомон / Bomont, Abbaye de Bonmont
- Црна Гора
  - 14.08.2013. – Херцег Нови, Манастир Савина
- Кина
  - 29.10.2013. Макао, Хонг Конг, Festival Internacional de Musica de Macau (FIMM), St Dominic’s Church
  - 31.10.2013. Макао, Хонг Конг, Hong Kong World Cultures Festival *Hong Kong City Hall Concert Hall

2012.
- Србија
  - 23.11.2012.– Лесковац, Фестивал „ЛЕДАМУС“ * Црква Оџаклија
  - 01.09.2012. – Панчево, Летња позорница у Панчеву
  - 15.09.2012. – Лозница, „78. Вуков сабор“ (10-17. IX 2012)
  - 14.12.2012. – Велика Плана, „35. Масукини дани“
- Русија
  - 11.01.2012. – Калињинград, Концертно-театральный комплекс 'Дом искусств'
  - 17 и 18.04.2012. – Санкт Петербург, Петроградска филхармонија / St. Peterburg Philharmonic Hall
  - 24.05.2012. – Москва, Пасхальный фестиваль, Московски Кремљ /Государственный Кремлёвский Дворец / State Kremlin Palace
  - 19-21.07.2012. Острво Валаам, Международный фестиваль «Академия православной музыки»
- Швајцарска
  - 29.03.2012. Женева, Фестивал “Plan – Les – Ouates” *Eglise Catholique Romaine
  - 01.12.2012. Женева, Théâtre de la Cité Bleue de Genève
- Румунија
  - 08.04.2012. Алба Јулија, Православна црква
  - 02.06.2012. Сибињ, Chatedral of Sibiu and Sibiu Thalia Hall
- Италија
  - 20.04.2012. – Рим, Auditorium Parco della Musica
  - 25.12.2012. – Трст, Црква Светог Спиридона
- Бугарска
  - 19.08.2012. Балчик, Дворец в Балчик
- Естонија
  - 21. и 22.09.2012.Талин *St. Nicholas’ Church *The Concert and Theatre House of Estonian Academy of Music and Theatre

2011.
- Србија
  - 03. XI 2011 – Ћуприја
  - 05. XI 2011 – Београд / Задужбина Илије М. Коларца, ”Осмех вечности на лицу времена” - **концерт којим је обележено 20 година рада и постојања ансамбла „МЕЛÓДИ”
  - 29. XII 2011 – Нови Сад / Новосадска синагога – Божићни концерт
- Француска
  - 21. IV 2011 – Perpignan / Festival de musiques sacrées de Perpignan
  - 22. IV 2011 – Nant, Reze / Théâtre Municipal de Rezé 10. VI 2011 – Pariz / Festival L'Isle-Adam
  - 26. VI 2011 – Provence / Festival Provence-Alpes-Côte d'Azur
- Словенија
  - 28. VI 2011 - Kopar / Crkva sv. Marte – Međunarodni festival stare glasbe SEVIQC
  - 29. VI 2011 – Ljubljana / Crkva sv. Ćirila i Metodija – Međunarodni festival stare glasbe SEVIQC
- Русија
  - 24. V 2011 – Москва Кремљ /Государственный Кремлёвский Дворец
  - 04. VII 2011 – Санкт Петербург Велика сала Санкт-Петербуршке државне академске филхармоније
- Норвешка
  - 08. VII 2011 – Ферде/ Forde - International music festival
- Шпанија
  - 05. VIII 2011 – Santander / Festival Internacional de Santander (Church of Santa María, Sobrelapeña)
- Северна Македонија
  - 08. VIII 2011 – Охрид / Охридско лето, Црква Св. Софија

2010.
- Француска
  - 12. IV 2010 - Paris / Festival de musiques sacrées (Musée d’art et du Judaïsme, Paris)
  - 17. VII 2010 - Salviac / Eglise de Salviac 31. VII 2010 - BOURG EN BRESSЕ / Monastère Royal de Brou
  - 22. X 2010 - Paris / promocija CD-a
  - 11. XII 2010 - Musée Gallo - Romain de Saint Romain en Gal 12. XII 2010 / Abbatiale de Saint Florent le Vieil
- Украјина
  - 16, 17 i 18. IV 2010. – Кијев, Мистецки Арсенал
  - 20. X 2010 - Кијев
- Швајцарска 
  - 14. VII 2010. - Fribourg 26. IX 2010 - Delemont / Festival Notes d'équinoxe (Eglise Saint-Marcel)
- Немачка
  - 21. IX 2010 - Dortmund / pravoslavna crkva u Dortmundu
- Италија
  - 24. XI 2010 - Palermo, Sicilija / Associazione per la Musica Antica "Antonio Il Verso"

2009.
- Хрватска
  - 30. I 2009 - Загреб – Светосавска академија, Хрватски глазбени завод
- Француска
  - 13. III 2009 - Aмијен - Maison de la Culture d' Amiens
  - 14. III 2009 – Париз - Théâtre de la Ville 18. III 2009 – Лил - Foyer de l 'Opera de Lille
  - 21. V 2009 – Сан Лизије - Cathedrale de St. Lizier 5. VII 2009 – Еврон
- Белгија
  - 9. IV 2009 - Антверпен - Zuiderpershuis
- Холандија
  - 10. IV 2009 – Амстердам - Tropen Theatre
- Maroko
  - 04. VI 2009 – Фез - Festival des Musiques Sacrees a Fes
- Пољска
  - 07. VII 2009 – Вроцлав – Brave festival
- Италија
  - 05. VIII 2009 - Трст
- Шпанија
  - 14. VIII 2009 - Хака - Iglesia nuestra senora del Carmen à Jaca
  - 15. VIII 2009 - Веруела - Monasterio de Veruelа
- Шведска
  - 29. X 2009 – Упсала

2008
- Србија
  - Кула, Крупањ, Чачак, Брадарац (Пожаревац), Врбас... Нови Сад, Суботица, Вршац - концерти у оквиру хуманитарне акције ”МЕЛÓДИ у Србији” за прикупљање помоћи установама за бригу о деци без родитељског старања и деци са посебним потребама.
- Француска
  - 29. III 2008 - Марсељ– Festival Dock des Suds
  - 07. VIII 2008 - Sylvanes (Abbaye de Sylvanès)
- Русија
  - 06. V 2008 - Москва, Пасхални фестивал (Valery Gergiev – Moscow Easter Festival)
- Румунија
  - 29. V 2008 - Букурешт, Васкршњи фестивал – Радост Васкрсења
- Швајцарска
  - 14. VI 2008 - Мартињи - Festival des 5 continents à Evonnaz Vallet
  - 07. XII 2008 - Филисур - Божићне свечаности
- Шпанија
  - 03. VII 2008 - Ђирона (Girona)
  - 06. VIII 2008 - Donostia-San Sebastián - Convento de Santa Teresa
- Шведска
  - 09. VIII 2008 - Вадстена - Festival Re:Orient
- Италија
  - 22. XII 2008 - Удине - Божићне свечаности

2007.
- Србија
  - Божићни концерт – Београд; Нови Сад, Црвенка
- Францускa
  - 31. I – 4. II 2007 - Нант / Nantes, Cité des Congrès La Folle Journée „L’ Harmonie des Peuples”
  - 26. I 2007 - Лавал – Регија Нанта / Laval – Nantes, Région (Église des Cordeliers)
  - 27. I 2007 - Ла Флеш – Регија Нанта / La Flèche – Nantes, Région (Église Saint –Thomas)
  - 28. I 2007 - Фонтењи Ле Комт – Регија Нанта / Fontenay-le-Comte – Nantes, Région (Église Notre Dame)
  - 29. I 2007 - Ла Рош Сур Јон – Регија Нанта / La Roche-sur-Yon – Nantes, Région (Église Notre Dame)
  - 29. VI 2007 - Сан Флоран - Фестивал “Les Orientales” (Abbatiale de Saint Florent le Vieil)
  - 02. VII 2007 - Париз
- Шпанија
  - 07. IV 2007 - Сантјаго де Компостела / Santiago de Compostela Festival Músicas Contemplativas
  - 11. IX 2007 - Естеља / Estella - Église de San Miguel d'Estella
- Аустрија
  - 12. V 2007 - Беч / Wien - Wiener Konzerthaus (Mozart Saal)
- Португалија
  - 02. VII 2007 - Евора / Evora Фестивал “Les Orientales
- Швајцарска
  - 22. XI 2007 - Женева / Geneve - Beausobre Theatre

2006.
- Србија
  - Синђелићеви дани – Свилајнац
  - 16. IX 2006 - 41. Мокрањчеви дани – Неготин,
  - Зајечар;
  - 14. X 2006. 38. БЕМУС, Центар Сава, Београд
  - Карловачке Божићне свечаности – Ср. Карловци;
  - 21. XII 2006. Божићни концерт, Задужбина Илије М. Коларца, – Београд
- Француска
  - 16. V 2006 - Орвол – Нант / Orvault - Nantеs (црква Ste-Bernadette)
  - 17. V 2006 - Куерон – Нант / Couëron - Nantеs (црква St-Symphorien)
  - 18. V 2006 - Нант / Nantеs (црква St-Sébastien-Sur-Loire)
  - 19. V 2006 - Париз / Paris (црква Notre Dame de Blancs-Manteaux)
  - 18. VIII 2006 - Лимож/ Limoges - Festival de la Vézère (црква D`Arnac – Pompadour)
  - 24. IX 2006 - Ларшон / Larchant - Le Festival d’Ile de France
- Швајцарска
  - 21. V 2006 - Бомон / Bomont - Abbaye de Bonmont
- Тунис
  - 08. X 2006 - Сиди бу Саид, Тунис - `Festival Musicat` - Ennejma Ezzahra

2005.
- Србија
  - Галерија фресака Народног музеја, Београд, 11. Хорови међу фрескама – Београд;
  - Рашке духовне свечаности – Рас;
  - Дани Европске баштине – Бајина Башта;
  - Панчевачки дани духовне музике;
- Црна Гора – Будва и Подгорица…
- Француска 12-23. III 2005 - Нант и регија Нанта / Nantes (Муирон-л-Каптиф; Мов-сир-Лоар; Савне; Клисон; Ла Лимузиније; Нант) 24. III 2005 - Фонтевро / Fontevraud - Abbaye Royale de Fontevraud 10. VI 2005 - Париз / Paris - Festival d'Auvers sur Oise Италија
  - 22. V 2005 – Модена
  - 21. XII 2005 - Бреша / Brescia - Musiche dal Mondo (Božićni festival)
- Швајцарска
  - 20. XI 2005 - Лозана - Фестивал “Voix Sacrées du Monde 05”
- Словенија
  - 28. I 2005 - Љубљана, Катедрала Светог Николаја (Љубљанска Столница)

2004.
- Србија и Република Српска
  - Сковранијада – Београд, 21. јануар 2004.
  - 36. БЕМУС, Београд, Атријум Народног музеја
  - Галерија фресака Народног музеја, Београд, 10. Хорови међу фрескама - 15. јун - 11. јул 2004.
  - I фестивал хорске музике – Бања Лука;
  - Међународни фестивал камерних хорова – Крагујевац;
  - Дани Раче украј Дрине – Бајина Башта, октобар 2004.
  - Панчевачки дани духовне музике - Панчево, новембар 2004.
- Црна Гора – Будва и Подгорица...
- Француска
  - 11. IV 2004 - Шартр/ Chartre – “Festival De Paques”
  - 24. IX 2004 - Дижон / Dijon – “Festival De Dijon”
  - 13. XII 2004 - Париз / Paris - Théâtre des Abbesses
  - 18. XII 2004 - Париз / Paris - Théâtre des Abbesses
- Италија
  - 19. XII 2004 - Ређо Емилија / Reggio Emilia
  - 20. XII 2004 Бари / Bari
  - 21. XII 2004 Милано / Milano
- Шпанија
  - 26. V 2004 - Севиља – Фестивал „Territorios de Sevilla 2004“ (Real Alcázar de Sevilla)
  - 28. V 2004 - Барселона - Cripta de L’església se la Mare de déu de Pompeia
- Швајцарска 15. XII 2004 - Морж / Morges

2003.
- Србија
  - Задужбина Илије М. Коларца, Београд, Србија - Великани сцене – Циклус „Из наше продукције“ - целовечерњи концерт - *** Критичари српског недељника „НИН“ прогласили су овај концерт за други по реду најбољи музички догађај 2003. године
  - Народно позориште у Београду, Велика сцена - целовечерњи концерт
  - 35. БЕМУС - „Ослобађање Руђера са Алчининог острва“ – опера Франческе Качини, Задужбина Илије М. Коларца, Београд
  - Галерија фресака Народног музеја, Београд, 9. Хорови међу фрескама –17. јун-12. јул 2003.
  - 11. Дани духовног преображења Архивирано на веб-сајту  (24. јул 2020), Деспотовац, Манастир Манасија, отварање фестивал
- Белгија
  - 13. XII 2003 - Антверпен, Фестивал „Stemmen” / De Singel – Internationaal Kunstcentrum

2002.
- 37. Мокрањчеви дани, Неготин, (Црква Свете Тројице), Србија
- Фестивал „Stimmen Voices“ (Црква Ст. Фридолин), Лерах / Lörrach, Немачка